# Никола Вецов
Никола Илиев Вецов е български просветен деец и революционер, деец на Върховния македоно-одрински комитет.

## Биография
Вецов е роден в 1866 година в разложкото градче Мехомия, тогава в Османската империя, в бедно занаятчийско семейство. Учи в началното училище в родния си град и в класното в Костенец. Към 1894 година учи в Самоковското духовно училище с половин стипендия от българската държава. Учителства в Мехомия и местната българска община го изпраща да учи в свещеническото училище в Одрин, което завършва в 1890 година. В 1893 година завършва и духовното училище в Самоков. Работи като учител в Рилския манастир, в село Долни Лозен, Сестримо, Славовица и Поповяне.
Присъединява се към ВМОК. При избухването на Илинденско-Преображенското въстание е в сборната чета на генерал Иван Цончев и полковник Анастас Янков. Вецов е взводен командир в разложката чета на Марко Шишков. От 1904 година отново е учител - в Поповяне, Райово, Ново село и Бели Искър.
Вецов умира в Самоков в 1939 година.